# Włókniarz Zgierz
ZKS Włókniarz Zgierz – polski wielosekcyjny klub sportowy założony w Zgierzu w 1946 roku.

## Sekcje (większość zlikwidowana)
- Hokeja na lodzie – występy w I lidze, reprezentanci Polski
- Piłki nożnej – występy w IV lidze
- Rugby 7
- Lekkiej atletyki
- Bokserska
- Pływania
- Biegów na orientację
- Szermierki
- Łucznicza
- Tenisa stołowego
- Brydża sportowego
- Szachowa
- Żeglarska
- Motocyklowa
- Piłki ręcznej
- Koszykówki
- Siatkówki